# Communauté de communes des collines du Léman
Pour les articles homonymes, voir Léman (homonymie).
La communauté de communes des Collines du Léman  est, depuis le 1er janvier 2017, une ancienne communauté de communes française du département de la Haute-Savoie.

## Géographie
La communauté de communes se situe dans le Chablais français, entre le lac Léman et le massif des Hermones, au sud de l'agglomération de Thonon-les-Bains. Son altitude varie entre 415 mètres à Armoy et 1 518 mètres sur la commune de Draillant.

## Histoire
La communauté de communes a été créée par arrêté préfectoral du 22 décembre 2003.
Malgré l'arrêté de 2013 du préfet de Haute-Savoie incluant la ville de Thonon-les-Bains dans cette intercommunalité, les deux parties prenantes ont refusé, laissant la ville thermale en dehors de toute intercommunalité.
Le 1er janvier 2017, elle fusionne avec la Communauté de communes du Bas-Chablais, avec extension à la commune de Thonon-les-Bains pour former la communauté d'agglomération Thonon Agglomération.

## Composition
La communauté de communes regroupe les sept communes suivantes : 
| Nom                | Code Insee | Gentilé     | Superficie (km2) | Population (dernière pop. légale) | Densité (hab./km2) |
| ------------------ | ---------- | ----------- | ---------------- | --------------------------------- | ------------------ |
| Perrignier (siège) | 74210      | Perrignins  | 7,85             | 1 720 (2014)                      | 219                |
| Allinges           | 74005      | Allingeois  | 15,01            | 4 295 (2014)                      | 286                |
| Armoy              | 74020      | Armoisiens  | 4,95             | 1 289 (2014)                      | 260                |
| Cervens            | 74053      | Cervennais  | 6,36             | 1 149 (2014)                      | 181                |
| Draillant          | 74106      | Draillanais | 10,41            | 768 (2014)                        | 74                 |
| Lyaud              | 74157      | Lyaudains   | 9,17             | 1 649 (2014)                      | 180                |
| Orcier             | 74206      | Orciérains  | 9,39             | 898 (2014)                        | 96                 |

## Démographie

### Population
| 1968  | 1975  | 1982  | 1990  | 1999  | 2010   | 2013   |
| ----- | ----- | ----- | ----- | ----- | ------ | ------ |
| 3 428 | 4 404 | 5 686 | 7 153 | 8 334 | 10 882 | 11 487 |

### Pyramide des âges
| Hommes | Classe d’âge | Femmes |
| ------ | ------------ | ------ |
| 0,2    | 90 ans ou +  | 0,8    |
| 4,4    | 75 à 89 ans  | 5,5    |
| 13,8   | 60 à 74 ans  | 13,2   |
| 22,2   | 45 à 59 ans  | 22,1   |
| 22,3   | 30 à 44 ans  | 23,3   |
| 15,1   | 15 à 29 ans  | 13,9   |
| 22,1   | 0 à 14 ans   | 21,1   |

| Hommes | Classe d’âge | Femmes |
| ------ | ------------ | ------ |
| 0,3    | 90 ans ou +  | 0,9    |
| 5,5    | 75 à 89 ans  | 7,7    |
| 12,6   | 60 à 74 ans  | 13,3   |
| 20,3   | 45 à 59 ans  | 20,4   |
| 22,8   | 30 à 44 ans  | 22,2   |
| 18,7   | 15 à 29 ans  | 16,8   |
| 20,2   | 0 à 14 ans   | 18,7   |

## Politique et administration

### Statut
Le regroupement de communes a pris la forme d’une communauté de communes. L’intercommunalité est enregistrée au répertoire des entreprises sous le code SIREN 247 400 849. Son activité est enregistrée sous le code APE 8411Z

### Tendances politiques
| Commune    | Maire            | Nuance politique | Nuance politique |
| ---------- | ---------------- | ---------------- | ---------------- |
| Allinges   | François Deville |                  | DVD              |
| Armoy      | Daniel Chaussee  |                  | DVD              |
| Cervens    | Gil Thomas       |                  | DVG              |
| Draillant  | Lucien Chessel   |                  | SE               |
| Lyaud      | Joseph Déage     |                  | DVD              |
| Orcier     | Thérèse Baud     |                  | SE               |
| Perrignier | Claude Manillier |                  | DVD              |

### Liste des présidents
| Période                                  | Période  | Identité            | Étiquette | Qualité                      |
| ---------------------------------------- | -------- | ------------------- | --------- | ---------------------------- |
| ????                                     | 2014     | Jean-Pierre Fillion | DVD       | Maire d'Allinges (1995-2014) |
| 2014                                     | En cours | Joseph Déage        | DVD       | Maire de Lyaud               |
| Les données manquantes sont à compléter. |          |                     |           |                              |

### Conseil communautaire
À la suite de la réforme des collectivités territoriales de 2013, les conseillers communautaires dans les communes de plus de 1 000 habitants sont élus au suffrage universel direct en même temps que les conseillers municipaux. Dans les communes de moins de 1 000 habitants, les conseillers communautaires seront désignés parmi le conseil municipal élu dans l'ordre du tableau des conseillers municipaux en commençant par le maire puis les adjoints et enfin les conseillers municipaux. Les règles de composition des conseils communautaires ayant changé, celui-ci comptera à partir de mars 2014 vingt-six conseillers communautaires qui sont répartis selon la démographie : 
| Nombre de délégués | Communes            |
| ------------------ | ------------------- |
| 10                 | Allinges            |
| 4                  | Lyaud et Perrignier |
| 3                  | Armoy               |
| 2                  | Cervens et Orcier   |
| 1                  | Draillant           |

### Bureau
Le conseil communautaire est composé de 26 membres qui élisent un président et six vice-présidents. Ces derniers, avec d'autres membres du conseil communautaire, constituent le bureau. Le conseil communautaire délègue une partie de ses compétences au bureau et au président. 
| Nom                | Fonction           | Qualité                        |
| ------------------ | ------------------ | ------------------------------ |
| Joseph Déage       | Président          | Maire de Lyaud                 |
| François Deville   | 1er Vice-président | Maire d'Allinges               |
| Gil Thomas         | 2e Vice-président  | Maire de Cervens               |
| Claude Manillier   | 3e Vice-président  | Maire de Perrignier            |
| Thérèse Baud       | 4e Vice-présidente | Maire d'Orcier                 |
| Lucien Chessel     | 5e Vice-président  | Maire de Draillant             |
| Anne-Marie Peillex | 6e Vice-présidente | Conseillère municipale d'Armoy |

### Compétences
La communauté de communes exerce deux compétences obligatoires intéressant l'ensemble de la communauté  que sont :
- Les actions de développement économique
- L’aménagement du territoire

Elle exerce également des compétences « optionnelles » que sont :
- La protection et mise en valeur de l'environnement (comme la lutte contre les décharges sauvages, valorisation des déchets ménagers, balisage et entretien des sentiers, etc.)
- La création ou aménagement et entretien de voirie d'intérêt communautaire (l’entretien des voies communales, curage des fossés, salage, etc.)
- La construction, entretien et fonctionnement d’équipements culturels et sportifs et d’équipements de l’enseignement préélémentaire et élémentaire
- La politique du logement et du cadre de vie (comme le soutien aux logements sociaux)
- Les actions sociales

Et enfin des compétences « facultatives », que sont la gestion des transports publics (transports scolaires, TAD, etc.)

### Identité visuelle
| Logotype de la Communauté de communes des collines du Léman. | La Communauté de communes des collines du Léman s’est dotée d’un logotype. |

## Pour approfondir